# Recreation Day
Recreation Day är det fjärde studioalbumet av det svenska progressiva metal-bandet Evergrey. Albumet utgavs 2003 av det tyska skibolaget InsideOut Music.

## Låtlista
1. "The Great Deceiver" – 4:20
2. "End of Your Days" – 4:40
3. "As I Lie Here Bleeding" – 3:50
4. "Recreation Day" – 5:22
5. "Visions" – 6:02
6. "I'm Sorry" (Dilba-cover) – 3:19
7. "Blinded" – 4:35
8. "Fragments" – 5:37
9. "Madness Caught Another Victim" – 3:00
10. "Your Darkest Hour" – 6:16
11. "Unforgivable" – 4:15

Text och musik: Henrik Danhage / Tom S. Englund
Bonusspår på Limited Edition-utgåvan
1. "Trilogy of the Damned" – 9:01

Bonusspåret är en medley av "As Light is Our Darkness" (från albumet The Dark Discovery) och "Words Mean Nothing" och "The Shocking Truth" (från albumet Solitude, Dominance, Tragedy), inspelad med sång, elektrisk piano och en gitarrsolo av Henrik Danhage.

## Medverkande
Musiker (Evergrey-medlemmar)
- Tom S. Englund	– sång, gitarr
- Henrik Danhage	– gitarr
- Michael Håkansson – basgitarr
- Patrick Carlsson – trummor, percussion
- Rikard Zander – keyboard

Bidragande musiker
- Carina Englund – sång
- Mercury Choir – kör

Produktion
- Tom S. Englund, Henrik Danhage – producent
- Andy LaRocque, Kristian "Rizza" Isaksson – ljudtekniker
- Fredrik Nordström, Patrik Jerksten – ljudmix
- Göran Finnberg – mastering
- Mattias Norén – omslagsdesign, omslagskonst
- Lars Karlsson, Rex Zachary – foto